# Бременський театр мюзиклу
Бременський театр мюзиклу є великою театральною сценою загальнодержавного значення в Бремені.

## Зал
Зал має 1400 місць і є найбільшим консольним внутрішнім приміщенням Бремену. Місця поділяються на партер, місця першого і другого поверху та 10 лож. Зал оснащений 39 подвійними прожекторами, які освітлюють панораму сцени.
Вестибюль широко розміщений на трьох поверхах. На додаток до гардеробу та каси, який також продає товари мерчиндайзингу, тут знаходяться також бістро, бари, кафе і ресторан. Одні з найбільших зовнішніх сходів Німеччини ведуть глядачів від фоє до окремих входів у зал.

## Історія
Наприкінці 1990-х років, центральний басейн на окраїні був знесений, на його місці керівництво міста затвердило будівництво Театру опери і мюзиклу. Було залучено декілька спонсорів, які погодились допомогти фінансуванню такого проекту. Після трьох років планування та будівництва, Бременський театр мюзиклу був відкритий показом мюзиклу "Джекіл і Хайд" у 1999 році. Спонсори вважали, що в цьому регіоні дефіцит такого ринку, і тому театр буде успішним. У першому півріччі всі квитки на постановки "Джекіла і Хайда" були розпродані. З часом ансамбль отримав хороші відгуки.

### Неплатоспроможність
Після приблизно півтора років експлуатації з'явилися перші проблеми. Чисельність відвідувачів помітно зменшилась і очікування кращого були марними. В результаті цього деякі великі спонсори відмовилися фінансувати проект - так театр потрапив у фінансові труднощі. Три місяці по тому, управління з великим ризиком скорегували виступ. Глядачам мав бути доступний інший, більш дієвий і захоплюючий мюзикл.
Це сталося згодом у формі класичного мюзиклу "Hair" ("Волосся"). Але суперечності кинули тінь на початковий блискучий успіх театру. Після півроку помірних продажів квитків на цей мюзикл і поганих відгуків, музичний театр Бремену збанкрутував. Управління пішло у відставку.

### Новий старт
Театр був закритий приблизно протягом трьох місяців. Згодом знайшлись нові інвестори. Вони ввели як нову стратегію не тільки виконувати як основну частину мюзикл, але - як і в традиційних театрах - окремі вистави показувати близько півроку, а потім прем΄єрувати нові. У 2005 році були проведені дебати, чи слід передавати театр іноземному консорціуму. Ця пропозиція була представлена до розгляду. Тим не менш, завдяки успіху і популярності спектаклів і невизначеності, що буде після придбання, сенатор відмовився від цієї пропозиції. Театр є одним з найбільш відвідуваних закладів культури в країні. Тим не менш, він не працює беззбитково. У 2006 фінансовому році керуюючий театру повідомляв про заповненість театру лише на 52%, що є збитком у 200000 євро. 
З 1 квітня 2011 року театром завідують Майк Клоков і його компанія розваг Mehr! Entertainment GmbH  з Дюссельдорфа.